# Iglesia de Santa Ana (Argelita)
La iglesia parroquial de San Ana, localizada en la plaza de la Iglesia de Argelita, en la comarca del Alto Mijares es un lugar de culto catalogado como Bien de relevancia local, según la Disposición Adicional Quinta de la Ley 5/2007, de 9 de febrero, de la Generalidad Valenciana, de modificación de la Ley 4/1998, de 11 de junio, del Patrimonio Cultural Valenciano (DOCV Núm. 5.449 / 13/02/2007), con código identificativo: 12.08.015-003.
Pertenece al arciprestazgo 9, conocido como de Nuestra Señora Virgen de la Esperanza, con sede en Onda, del Obispado de Segorbe-Castellón, quien la denomina “Iglesia parroquial de San Joaquín y Santa Ana”.

## Descripción
Se trata de un templo de estilo barroco churrigueresco, de planta de nave única y fuertes contrafuertes en los que se abren las capillas laterales, que son de menor altura que la nave central única. Externamente presenta una fachada mixtilínea con una sencilla portalada y una torre campanario, que presenta como remate un templete de dos alturas sobre el cuerpo en el que se ubican las campanas.
Por su parte en el interior destacan unas columnas corintias. Se construcción data de 1700, y conserva imágenes de especial interés cultural, destacando además una reliquia de la Santa Cruz, que trajo de Roma el dominico Padre Vaciero, en fecha que según los autores varía, ya que algunos hablan de 1756 y otros de 1956, aunque según el Ayuntamiento de Argelita la donación de la reliquia se hizo en 1657.